# Halin (Sowy)
Halin – część wsi Sowy w Polsce, położona w województwie wielkopolskim, w powiecie rawickim, w gminie Pakosław.
W latach 1975–1998 Halin administracyjnie należał do województwa leszczyńskiego.